# 包产到户 (1950年代)

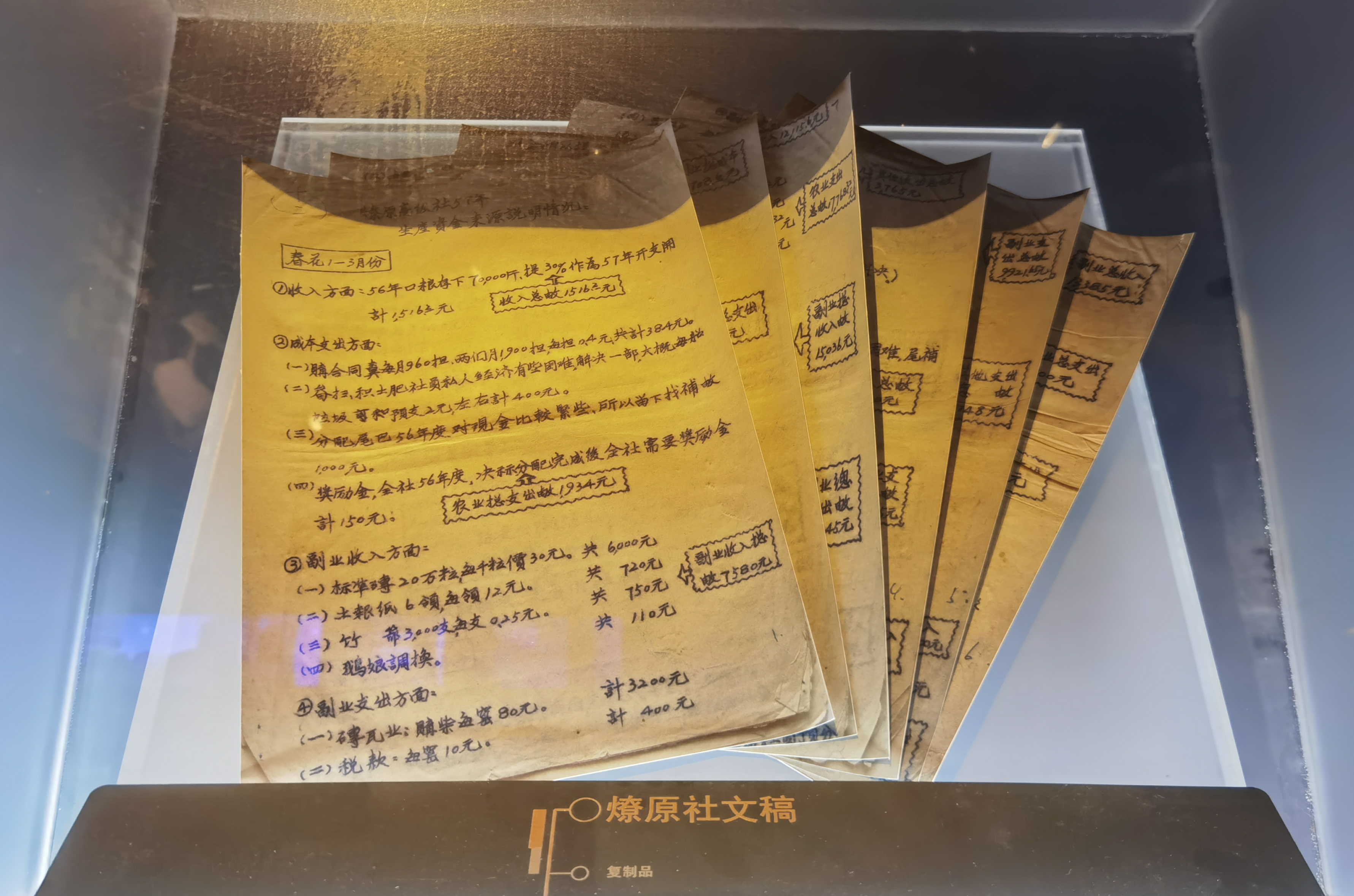
温州博物馆展出的永嘉燎原社包产到户文献复制品

包产到户，是中华人民共和国1950年代四川、安徽、浙江、广东、河北等地农民自发组织的农村改革，成为1960-1962年间“三自一包”经济政策的一部分，也是改革开放后农村联产承包责任制的前身。其中以浙江省永嘉县燎原社（今属温州市瓯海区郭溪镇）的改革最为出名，永嘉县也被认为是包产到户的发源地。
1955年前后温州等地开展农业合作化运动，当时的永嘉县委书记李桂茂召开会议讨论实行“包产到户”试验，最终在支持反对各半的情况下拍板在燎原社进行试验。试验成功后，“包产到户”制度最终在永嘉县全县推广。
1957年1月27日，《浙江日报》全文刊登了专题报告《个人“专管制”和“包产到户”是解决社内主要矛盾的好办法》，然而3月8日“包产到户”被叫停，永嘉县委随即改组：主事人李桂茂被撤销职务；李云河被划为右派分子，撤销职务，开除党籍并下放改造；另有许多干部受到牵连。1981年，平反后的李云河等人联名向高层报告，要求重新评价“包产到户”。1982年1月，中共中央一号文件推广农村联产承包责任制。包产到户的试验也对后来的温州模式有所启发。